# Берлов, Иван Тихонович
Иван Тихонович Берлов (1914—1987) — участник Великой Отечественной войны, полный кавалер Ордена Славы, командир отделения саперного взвода 102-го гвардейского Померанского стрелкового полка, 35-й гвардейской Лозовской Краснознаменной орденов Суворова и Богдана Хмельницкого стрелковой дивизии, 8-й гвардейской армии, 1-го Белорусского фронта, гвардии сержант.

## Биография
Родился 1 января 1914 года в деревне Берлово (Берлова; ныне — Конышевского района Курской области) в крестьянской семье. Русский. В 1926 году окончил 4 класса школы. Переехал в город Горловка ныне Донецкой области (Украина), работал на Никитовском ртутном комбинате.
С 1943 года — в Красной Армии. В действующей армии — с 1 октября 1943 года. Воевал на Юго-Западном (с 20 октября 1943 года — 3-й Украинский) и 1-м Белорусском фронтах. Принимал участие в Никопольско-Криворожской, Березнеговато-Снигиревской, Одесской, Люблин-Брестской, Висло-Одерской и Берлинской наступательных операциях.
В районе населеного пункта Михайлув (ныне Козеницкий повят Мазовецкого воеводства, Польша) 7 и 8 августа 1944 года противник 26 раз атаковал позиции 102-го гвардейского стрелкового полка, стремясь сбросить его с плацдарма. И. Т. Берлов с группой саперов участвовал в отражении атак. Скрытно подобравшись к вражескому пулемету, он забросал гранатами его расчет, способствуя удержанию рубежа на своем участке обороны.
Приказом командира 35-й гвардейской стрелковой дивизии от 20 августа 1944 года гвардии рядовой Берлов Иван Тихонович награждён орденом Славы 3-й степени.
В октябре и ноябре 1944 года на магнушевском плацдарме И. Т. Берлов неоднократно обеспечивал действия полковой разведки, проделывая проходы в минно-взрывных и проволочных заграждениях противника. В ночь на 14 ноября 1944 года противник обнаружил нашу разведгруппу. В завязавшемся бою И. Т. Берлов действовал решительно и смело, способствуя отражению нападения.
Приказом командующего 8-й гвардейской армией от 12 января 1945 года гвардии сержант Берлов Иван Тихонович награждён орденом Славы 2-й степени.
В ночь на 19 декабря 1944 года И. Т. Берлов в очередной раз выполнял боевую задачу в составе разведывательной группы в районе населенного пункта Лашувка (ныне Козеницкий повят, Мазовецкое воеводство, Польша). Он проделал проход в проволочном заграждении и обезвредил до 20 противотанковых и противопехотных мин противника. В числе первых ворвался в траншею противника и вместе с другими разведчиками захватил контрольного пленного.
Указом Президиума Верховного Совета СССР от 24 марта 1945 года за образцовое выполнение боевых заданий командования на фронте борьбы с немецкими захватчиками и проявленные при этом доблесть и мужество гвардии сержант Берлов Иван Тихонович награждён орденом Славы 1-й степени.
В начале Берлинской операции при переходе в наступление отделение И. Т. Берлова проделало проходы в минно-взрывных и проволочных заграждениях противника, обеспечив быстрый выход стрелкового подразделения к переднему краю врага. 26 апреля 1945 года в уличном бою в городе Берлин И. Т. Берлов уничтожил 8 немецких солдат и 4 взял в плен. Приказом командира дивизии награждён орденом Красной Звезды.
В октябре 1945 года демобилизован. Вернулся в город Горловка. Работал маляром-штукатуром на заводе.
Старшина в отставке.
Умер 8 декабря 1987 года.

## Награды
- Отечественной войны 1-й степени (указ Президиума Верховного Совета СССР от 11.03.1985 года)
- Орден Красной Звезды (приказ командира 35 гвардейской стрелковой дивизии от 01.07.1945 года)
- Орден Славы 1-й степени (указ Президиума Верховного Совета СССР от 24.03.1945 года)
- Орден Славы 2-й степени (приказ командующего 8 гвардейской армии от 12.01.1945 года)
- Орден Славы 3-й степени (приказ командира 35 гвардейской стрелковой дивизии от 20.08.1944 года)
- Медали